# Pollicipes caboverdensis
Pollicipes caboverdensis is een rankpootkreeftensoort uit de familie van de Pollicipedidae. De wetenschappelijke naam van de soort is voor het eerst geldig gepubliceerd in 2010 door Fernandes, Cruz & Van Syoc.